# Gymnodiadema
Gymnodiadema is een geslacht van uitgestorven zee-egels uit de orde Arbacioida.

## Soorten
- Gymnodiadema choffati de Loriol, 1884 †
- Gymnodiadema hessi Smith, 2011 †